# Referendum zur Sezession Westaustraliens 1933

Karte Australiens

Am 8. April 1933 fand ein Referendum im australischen Bundesstaat Western Australia statt, in dem die Wähler darüber abstimmten, ob der Bundesstaat aus dem Commonwealth of Australia, dem Australischen Bund, austreten solle. Fast zwei Drittel der Abstimmenden sprachen sich für eine Sezession Westaustraliens aus. Die Abstimmung blieb jedoch weitgehend folgenlos, da sie weder durch die australische Bundesregierung noch durch das britische Parlament anerkannt wurde.

## Historischer Hintergrund

### Zögerlicher Beitritt Westaustraliens zum Australischen Bund 1901
Historisch wurden die verschiedenen Bundesstaaten Australiens zu unterschiedlichen Zeitpunkten von europäischen Einwanderern besiedelt. Die erste Kolonie entstand 1778 im Osten Australiens im heutigen New South Wales. Weitere Kolonien in den heutigen Bundesstaaten Tasmanien, Victoria und Queensland folgten. 1836 entstand die erste europäische Siedlung in Südaustralien. Die erste europäische Siedlung in Westaustralien nahm 1829 ihren Anfang. Aufgrund der Entfernungen von mehreren Tausend Kilometern entwickelten sich die einzelnen Kolonien zunächst relativ unabhängig voneinander. Die Bevölkerung Westaustraliens wuchs nur langsam. Einen starken wirtschaftlichen Entwicklungsschub brachten die Goldfunde bei Kalgoorlie nach 1893. Zwischen 1890 und 1900 nahm die Bevölkerung Westaustraliens sprunghaft von 47.000 auf 179.000 auf mehr als das Dreifache zu. 1890 erhielt Westaustralien eine begrenzte Selbstverwaltung im Rahmen des Britischen Weltreichs.

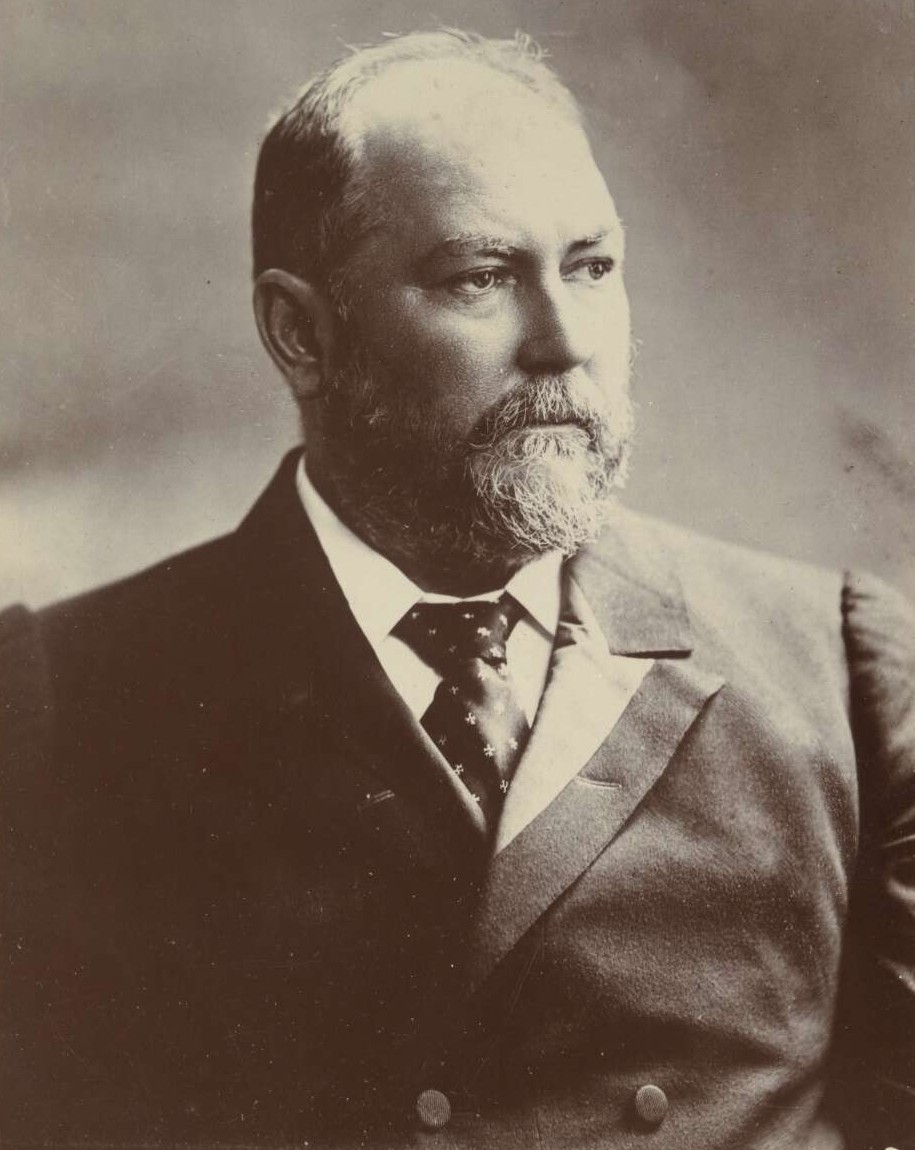
John Forrest (1898), erster Premierminister Westaustraliens (1890–1901)

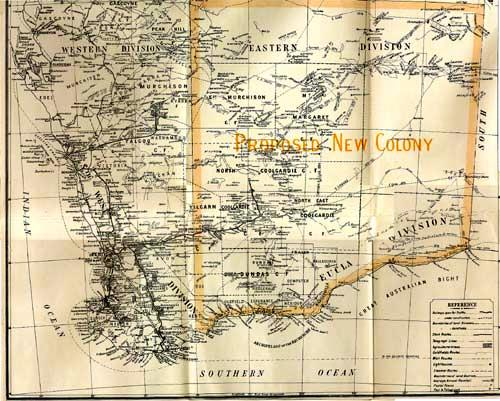
Karte einer vorgeschlagen neuen Kolonie Auralia, gebildet aus den Goldminengebieten Westaustraliens

Gegen Ende des 19. Jahrhunderts kam in den verschiedenen australischen Kolonien die Idee auf, eine Föderation zu bilden, um damit gemeinsame Interessen im Rahmen des britischen Empire zu verfolgen. Diese Föderationsidee war in den einzelnen Kolonien unterschiedlich populär. In Westaustralien befürchtete man, dass die mit einer Föderation verbundene Abschaffung der inneraustralischen Zollgrenzen zu einem erheblichen Einnahmeverlust führen würde. Auch war das Gefühl, zu einer gemeinsamen australischen Nation zu gehören, noch nicht sehr verbreitet. Die Entfernung zwischen Perth, der Hauptstadt Westaustraliens, und Melbourne und Sydney war mehr als doppelt so groß wie die Entfernung Neuseelands zu diesen beiden Städten – und Neuseeland hatte sich gegen eine Teilnahme am Australischen Bund entschieden. Aufgrund dieser Vorbehalte nahm Westaustralien nicht an den Referenden teil, die im übrigen Australien im Vorfeld der Bildung des Commonwealth of Australia abgehalten wurden, und die Präambel zum Constitution Act, der den Australischen Bund inaugurieren sollte, erwähnte in ihrer ursprünglichen Fassung Westaustralien nicht, sondern benannte nur die fünf östlichen Kolonien.
Letztlich entschied sich Westaustralien aber buchstäblich in letzter Minute, der Australischen Föderation beizutreten. Ein wesentlicher Punkt hierbei war die massive Agitation der Goldgräber um Kalgoorlie, die überwiegend aus anderen Teilen Australiens zugewandert waren und sich weiterhin ihren Heimatkolonien verbunden fühlten, für den Beitritt. Der damalige britische Kolonialsekretär Joseph Chamberlain sandte ein Telegramm an den Gouverneur von Westaustralien, in dem er unter Bezugnahme auf Unruhen in den Goldfeldern dringend zum Beitritt riet. Eine von Tausenden Goldgräbern unterzeichnete Petition an die britische Regierung forderte diese auf, eine neue Kolonie „Auralia“ aus den Goldminengebieten Westaustraliens zu formen. Damit erschien ein Verlust der im Osten gelegenen Goldfelder nicht mehr ausgeschlossen, was ein wirtschaftliches Desaster bedeutet hätte.
Daraufhin wurde in aller Eile ein Gesetz über ein abzuhaltendes Referendum vorbereitet. Der ursprüngliche Entwurf des westaustralischen Premierministers John Forrest sah vor, dass nur Personen, die in den Wahlregistern (deren letzte Aktualisierung schon einige Jahre zurücklag) eingetragen waren, abstimmungsberechtigt sein sollten. Dies hätte einen großen Teil der erst kürzlich zugewanderten Goldgräber von der Teilnahme ausgeschlossen. Später wurden jedoch alle Personen, die seit mindestens 12 Monaten in Westaustralien ansässig waren, zur Wahl zugelassen.
Bei dem Referendum am 31. Juli 1900 stimmten 44.800 (70 %) für die Annahme des Verfassungsentwurfs und damit für den Beitritt zur Australischen Föderation und 19.691 (30 %) dagegen. In den Goldgräbergebieten zeigte sich ein Stimmenverhältnis von 26.330 (94 %) zu 1813 (6 %) für den Beitritt. Wären diese Stimmen nicht mitgezählt worden, hätte sich eine sehr viel knappere Mehrheit von 18.470 (51 %) zu 17.878 (49 %) Stimmen für den Beitritt ergeben.
Westaustralien wurden beim Anschluss an das übrige Australien Übergangsregelungen eingeräumt. So schaffte man die inneraustralischen Zölle nicht sofort ab, sondern fuhr sie über einen Zeitraum von fünf Jahren zurück. Insbesondere im Agrarsektor Westaustraliens hielt sich weiterhin eine erhebliche Skepsis gegenüber dem Osten Australiens.

### Auseinandersetzungen um die Zollpolitik Australiens nach 1901
Zu einem zentralen Streitpunkt im neu geschaffenen Commonwealth of Australia entwickelte sich die Frage, welche Zollpolitik das neue Dominion betreiben solle. Anhänger einer protektionistischen Hochzoll-Politik fanden sich vor allem in Industrie und Gewerbe, während Anhänger einer Freihandelspolitik vor allem aus der Landwirtschaft kamen. Letztere versprachen sich vor allem bessere Exportchancen für landwirtschaftliche Produkte in andere Freihandelsstaaten und erleichterte Importe von landwirtschaftlichen Investitionsgütern. Nach 1901 verfolgte Australien eine eher protektionistische Politik, die dem Schutz der eigenen, im Entstehen begriffenen Industrie dienen sollte.
Westaustralien war überwiegend ländlich strukturiert und hatte kaum produzierendes Gewerbe. Der neue Zolltarif führte dazu, dass ausländische Güter kaum mehr importiert wurden und stattdessen teurere Industriegüter aus Ostaustralien verwendet werden mussten. Durch die inneraustralische Zollfreiheit war Westaustralien auch nicht in der Lage, eine eigene, durch Zollschranken geschützte Industrie aufzubauen. In mehreren Resolutionen wandte sich das Parlament Westaustraliens gegen die Zollpolitik, ohne allerdings Änderungen bewirken zu können. Mehrere Kommissionsberichte bestätigten in den folgenden zwei Jahrzehnten die schwierige wirtschaftliche Lage und empfahlen sogar zum Teil die zeitweilige Wiederausgliederung Westaustraliens aus dem gemeinsamen Zollgebiet, was die australische Zentralregierung jedoch ablehnte.
In den folgenden Jahrzehnten stärkten verschiedene Gerichtsurteile auch die Position der australischen Zentralregierung gegenüber den einzelnen Bundesstaaten, so dass diese immer weniger Spielraum hatten. Ein wesentlicher Faktor, der diese Entwicklung begünstigte, war der Erste Weltkrieg, der dazu führte, dass die Zentralregierung immer mehr Kompetenzen erhielt.

## Referendum 1933

### Der Weg zum Referendum

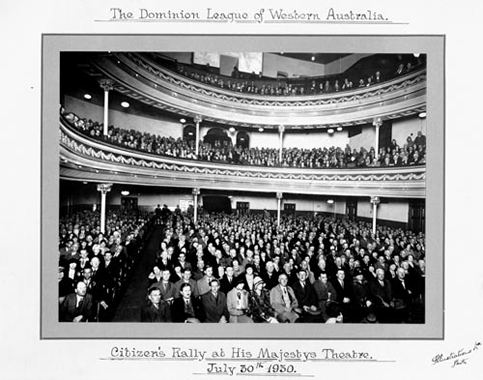
Gründungssitzung der Dominion League am 30. Juli 1930 im His Majesty’s Theatre in Perth

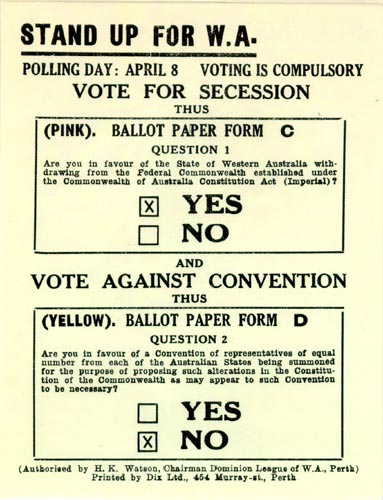
Abstimmungsempfehlung der Sezessionisten zum Referendum 1933

Flaggenvorschlag für ein geplantes Dominion Westralia

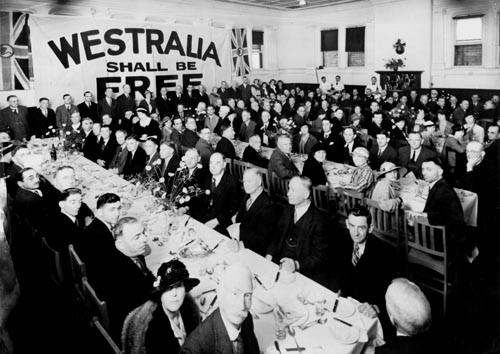
Veranstaltung der Dominion League 1933

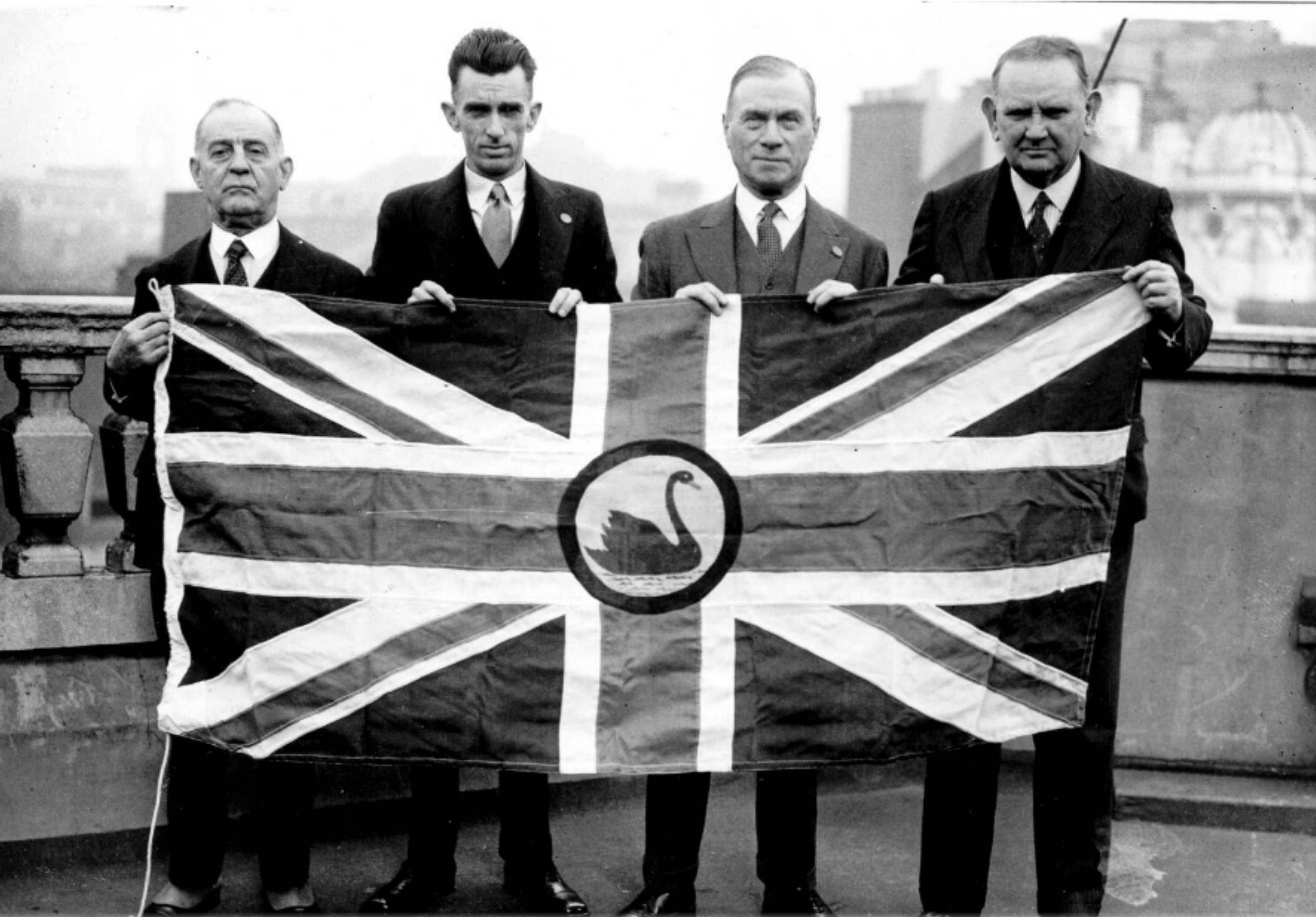
Die westaustralische Delegation in London

Nachdem keinerlei Verfassungsänderungen möglich schienen, die die Lage Westaustraliens innerhalb des Australischen Bundes hätten verbessern können, gewannen die Anhänger der Sezessionsidee in der politischen Debatte zunehmend an Gewicht. Den entscheidenden Impuls gab der Ausbruch der Weltwirtschaftskrise ab 1929. Einerseits fielen die Preise für Agrarprodukte und andererseits wurden Kredite knapper. Die wirtschaftlichen Existenzbedingungen und der Lebensstandard der Farmer in Westaustralien verschlechterten sich erheblich. Am 30. Juli 1930 formierte sich in Perth die Dominion League, die als Ziel die Abspaltung Westaustraliens vom Rest Australiens verfolgte und die Gründung eines eignen Dominions Westralia im Rahmen des britischen Commonwealth propagierte. Die Dominion League erklärte sich für unparteilich. Von den drei großen Parteien Westaustraliens erhielt sie Unterstützung von der Country Party, während die Labor Party sie ablehnte. Die National Party war in ihrer Haltung zur Sezession gespalten.
Der nach der Wahl 1930 neu ins Amt gewählte Premierminister Westaustraliens, James Mitchell, erklärte im November 1930 öffentlich, dass er persönlich die Sezession Westaustraliens befürworte. Nach einigem Zögern brachte seine Regierung im November 1931 ein Gesetz für ein Referendum ein. Dieses scheiterte jedoch im Parlament und im Dezember 1932 wurde ein modifizierter zweiter Gesetzesentwurf durch das Parlament beschlossen. Das Gesetz sah ein Referendum vor, bei dem zwei Fragen gestellt werden sollten:

Are you in favour of the State of Western Australia withdrawing from the federal Commonwealth established under the Commonwealth of Australia Constitution Act (Imperial)?

„Befürworten Sie den Austritt Westaustraliens aus dem Australischen Bund, so wie er durch den Commonwealth of Australia Constitution Act (Imperial) eingerichtet wurde?“

Are you in favour of a convention of representatives of equal number from each of the Australian States being summoned for the purpose of proposing such alterations in the Constitution of the Commonwealth as may appear to such convention to be necessary?

„Befürworten Sie eine Einberufung einer Versammlung von einer gleichen Zahl von Abgeordneten aus jedem australischen Bundesstaat, die darüber beraten soll, welche Verfassungsänderungen im Australischen Bund notwendig erscheinen?“

Die zweite Frage war vor allem auf Drängen der Labor-Opposition hinzugefügt worden, die daraufhin nicht mehr gegen den Gesetzesentwurf opponierte. Mit der zweiten Frage sollte unzufriedenen Wählern die Möglichkeit gegeben werden, statt der Sezession die Option einer Verfassungskonferenz zu wählen.
Als Tag für das Referendum wurde der 8. April 1933 angesetzt. Am selben Tag fanden auch die Wahlen zum Parlament Westaustraliens statt. Im Wahlkampf zwischen Dezember 1932 und April 1933 war die Sezessionsfrage das wichtigste Thema. Die Dominion League dominierte dabei die Debatten und hatte auch die Mehrheit der öffentlichen Meinung hinter sich. Einzelne Politiker der australischen Bundesregierung, wie der Premierminister Joseph Lyons und der ehemalige Premierminister Billy Hughes, die nach Westaustralien reisten, um dort ihre politischen Standpunkte vorzutragen, stießen auf eine weitgehend ablehnend bis feindselige Zuhörerschaft und hatten Mühe, sich Gehör zu verschaffen.

### Ergebnis des Referendums
Das Referendum ergab das folgende Abstimmungsergebnis:
| Frage                     | Ja      | Ja   | Nein    | Nein | Ungültig | Ungültig |
| Frage                     | Zahl    | %    | Zahl    | %    | Zahl     | %        |
| ------------------------- | ------- | ---- | ------- | ---- | -------- | -------- |
| 1. Sezession              | 138.653 | 63,8 | 070.706 | 32,5 | 7921     | 3,6      |
| 2. Verfassungsversammlung | 088.275 | 40,6 | 119.031 | 54,8 | 9974     | 4,6      |

An der Abstimmung beteiligten sich 217.280 Wähler, was einer Wahlbeteiligung von über 91 % (bei geltender Wahlpflicht) entsprach. Bezogen auf die Gesamtzahl der gültigen Stimmen hatten 66,2 % der Abstimmenden die erste Frage mit „Ja“ und 57,4 % die zweite Frage mit „Nein“ beantwortet. Zusammenfassend hatte sich damit eine eindeutige Mehrheit für die Abspaltung Westaustraliens und gegen Verfassungsreformen innerhalb Australiens ausgesprochen.

### Versuch einer Petition vor dem britischen Parlament
Paradoxerweise war aus der am selben Tag durchgeführten Wahl zum Parlament Westaustraliens die Labor Party, die sich gegen die Sezession ausgesprochen hatte, als stärkste Partei hervorgegangen. Philip Collier wurde neuer Premierminister Westaustraliens. Die neue Regierung sah sich vor der schwierigen Aufgabe, ein politisches Projekt umzusetzen, von dessen Sinnhaftigkeit sie selbst nicht überzeugt war. Jedoch fühlte sich die Labor-Regierung dem zum Ausdruck gebrachten Volkswillen verpflichtet. Da in der Präambel des Constitution Acts von 1901 die Rede von einem indissoluble Federal Commonwealth („unauflöslichen bundesstaatlichen Gemeinwesen“) war, konnte nur das britische Parlament in London diesen von ihm verabschiedeten Act ändern. Zum anderen war in Absatz 128 des Acts festgelegt, dass dieser nur geändert werden konnte, wenn sowohl die absolute Mehrheit beider Häuser des australischen Bundesparlaments, als auch die Mehrheit des gesamtaustralischen Wähler und eine Mehrheit der australischen Bundesstaaten der Änderung zustimmte. Da die australische Bundesregierung und die Regierungen der anderen Bundesstaaten die Auflösung des australischen Commonwealths ablehnten, schien dieser letzte Weg ungangbar.
Daher beschritt die westaustralische Regierung einen alternativen Weg: sie wandte sich per Petition direkt an das britische Parlament, das als übergeordnete Rechtsinstanz die Möglichkeit hatte, den Constitution Act zu ändern, per Gesetz das Commonwealth of Australia aufzulösen und ein neues Dominion Westralia zu schaffen.
Am 29./30. August 1933 verabschiedete das westaustralische Parlament eine Resolution, in der König Georg V. ersucht wurde, eine Kommission aus beiden Häusern des britischen Parlaments zu ernennen, die sich mit diesen Fragen befassen sollte.
Die westaustralische Regierung ließ eine 489 Seiten umfassende Broschüre „The Case for Secession“ („Argumente für die Sezession“) drucken und an die Abgeordneten des britischen Parlaments verteilen. Die australische Regierung unternahm Entsprechendes mit einer Schrift „Case For Union“ („Argumente für die Union“).
Am 15. Juni 1934 trat der Secession Act in Kraft, der eine Petition an den britischen König beinhaltete. Diese ersuchte ihn, die Angelegenheit durch das britische Parlament behandeln zu lassen. Vier Delegierte wurden nach London entsandt, um die Petition zu überreichen: der frühere konservative Premier Westaustraliens, Hal Colebatch, der Eigentümer der pro-sezessionistischen Sunday Times James MacCallum Smith, der Rechtsanwalt und Politiker Matthew Moss und der Präsident der Dominion League Keith Watson. Einige spätere Kommentatoren klassifizierten die Delegation als „B-Team“, d. h. Persönlichkeiten, die nicht das allergrößte politische Gewicht hatten.
Das britische Parlament ernannte zunächst eine Kommission, die sich mit der Frage seiner Zuständigkeit befasste. Insbesondere war zu klären, ob das Parlament die Petition überhaupt entgegennehmen könne. Auf einer Reihe von Reichskonferenzen des Britischen Empire der vergangenen Jahre waren den Dominions immer mehr Befugnisse und Autonomierechte zugestanden worden, so zuletzt 1931 im Statut von Westminster. Rechtsexperten betonten zwar, dass das britische Parlament über dem Recht stehe und seine eigenen Rechte nicht qua Gesetzesbeschluss einschränken könne. Damit sei auch das Statut von Westminster kein rechtliches Hindernis. Auf der anderen Seite galt es als lange praktizierte Verfassungspraxis, dass das britische Parlament in Angelegenheiten der Dominions nur tätig wird, wenn es explizit durch diese darum ersucht wurde. Die Kommission hörte ausführlich die Argumente der Vertreter Westaustraliens und der Vertreter der australischen Bundesregierung an. Nach längeren Beratungen verkündete die Kommission am 22. Mai 1935 ihre Entscheidung. In einer streng legalistischen Argumentation kam die Kommission zu dem Schluss, dass das britische Parlament für die Petition nicht zuständig sei, weil letztlich eine solche Petition nur vom gesamten Australischen Commonwealth gestellt werden könne.
In Reaktionen auf die Entscheidung zeigte sich der australische Premierminister Joseph Lyons erleichtert. Die Probleme Westaustraliens müssten innerhalb Australiens gelöst werden. Die Anhänger der Dominion League äußerten ihre Enttäuschung. In einer Erklärung am 29. Mai 1935 bezeichnete die Delegation die Kommissionsentscheidung als „im Grundsatz falsch und unklug“. Nachdem das britische Parlament im November 1935 eine Erklärung abgegeben hatte, dass die Petition formal nicht angenommen werden könne, forderte die League die westaustralische Bundesregierung auf, einseitig die Unabhängigkeit zu erklären, was jedoch nicht geschah.
Nach der gescheiterten Petition verlor die Dominion League rasch an Bedeutung. Ihre Anhänger kamen offensichtlich zu der Ansicht, dass zurzeit keine realistische Perspektive einer Abspaltung bestünde. Hinzu kam, dass Westaustralien sich zunehmend wieder von der Wirtschaftskrise erholte. Diese Erholung wurde auch durch verstärkte finanzielle Zuwendungen seitens der Bundesregierung, die es seit dem Jahr 1934 gab, begünstigt.

## Spätere Nachwirkungen
Das Sezessionsthema ist seit dem Beitritt Westaustraliens zum Australischen Bund nie ganz aus dem Bewusstsein der westaustralischen Öffentlichkeit und Politik verschwunden. In den 1970er Jahren lebten sezessionistische Tendenzen wieder auf, als der Bergbau-Magnat Lang Hancock eine Kampagne gegen die Bundesregierung in Canberra unter Premierminister Gough Whitlam startete, der er eine ungerechte Behandlung Westaustraliens vorwarf. Während des Referendums 1999, bei dem den australischen Wählern die Frage gestellt wurde, ob Australien eine Republik werden solle, sprachen sich Sezessionisten gegen die Republik aus, der sie einen unangemessenen Zentralismus unterstellten. Im August 2017 machten Presseberichte die Runde, dass die Liberal Party in Westaustralien beabsichtige, ein Komitee einzusetzen, das die Kosten und den Nutzen eines „WAxits“ (West Australia Exits), d. h. eines Ausscheidens Westaustraliens aus der Föderation ermitteln sollte.
Rechtsexperten haben betont, dass die Sezession Westaustraliens juristisch möglich sei – ungeachtet der Präambel, in der von einem „unauflöslichen Commonwealth“ gesprochen wird. Auch die britische Parlamentskommission von 1935 hatte in der Klausel keinen grundlegenden Hinderungsgrund gesehen, da es sich um eine statutorische Präambel handle. Die Wahrscheinlichkeit einer Sezession Westaustraliens in der Zukunft wird aber als gering beurteilt.